# Patrik Gustavsson
Patrik Gustavsson (en tailandés: พาตริก กุสตาฟส์สัน, Oxelösund, Suecia; 19 de abril de 2001) es un futbolista de Tailandia nacido en Suecia que juega en la posición de delantero centro con el BG Pathum United desde el año 2022.

## Carrera

### Club
| Periodo   | Club                    |
| --------- | ----------------------- |
| 2018–2021 | Åtvidabergs FF          |
| 2021–2022 | IF Sylvia               |
| 2022–     | BG Pathum United        |
| 2022      | → Chiangmai FC (cedido) |
| 2024      | → Nara Club (cedido)    |

### Selección nacional
A nivel de selecciones menores representó a Tailandia en los Juegos del Sudeste Asiático de 2021, donde anotó su primer gol a nivel internacional; y también jugó en la Copa Asiática Sub-23 de la AFC de 2022.
Gustavsson debutó con Tailandia el 10 de septiembre de 2024 en la victoria por 2-1 sobre Vietnam en Hanói por la VFF Cup en el Mỹ Đình National Stadium, partido donde anotó su primer gol internacional en el minuto 40. En noviembre de 2024 fue convocado para jugar en el Campeonato de la ASEAN 2024 donde anotó gol ante Timor Oriental, Malasia, Singapur y Filipinas. El 21 de marzo de 2025 Gustavsson anotó en un partido amistoso ante Afganistán.

## Logros
- Goleador en los Southeast Asian Games: 2021